# UHZ1
UHZ1 — галактика, содержащая квазар и сверхмассивную чёрную дыру, расположенная в созвездии Скульптора. Красное смещение (z) составляет 10,1 (что соответствует расстоянию в 13,2 млрд световых лет). По состоянию на 2024 год является самым удалённым из всех известных науке квазаров.

## Описание
Объект был обнаружен космическими телескопами «Чандра» и «Джеймс Уэбб», используя в качестве гравитационной линзы гигантское скопление галактик Abell 2744. Непосредственно за этим скоплением обнаружилась галактика с квазаром и чёрной дырой UHZ1 с красным смещением (z) = 10,1, которая существовала, когда возраст Вселенной составлял только 3 % от её нынешнего возраста (около 470 млн лет после Большого взрыва).
Сверхмассивная чёрная дыра, связанная с квазаром, имеет массу в 40 млн масс Солнца.  Возможно, это первый открытый объект нового типа — Сверхмассивные галактики с чёрными дырами (англ. Over-massive Black Hole Galaxies). Зародыш чёрной дыры, вероятно, образовался в результате прямого коллапса газа.